# Чеботаренока, Велта
Велта Чеботаренока (Велта Деглава; латыш. Velta Čebotarenoka; 1 апреля 1949 года, Рига) — советская и латвийская журналистка, филолог и политик. Командор ордена Трёх звёзд. Депутат Верховного Совета Латвийской Республики.

## Биография
Родилась в семье советского партийного и советского деятеля Арнольда Деглава и его супруги Айны, многолетнего директора Латвийской Национальной библиотеки в советское время.
Закончила 3-ю среднюю школу и Филологический факультет Латвийского государственного университета. В 18 лет сыграла роль Хафизы (одной из жён Абдуллы) в фильме «Белое солнце пустыни». Работала референтом в комиссии по культуре. В 1985 году работала журналисткой в газете «Юрмала». Во времена Перестройки и Атмоды была активной участницей движения, одним из организаторов Юрмальского Народного фронта. Участвовала в акциях Атмоды в Юрмале. В 1990 году выбрана депутатом Верховного Совета Латвийской Республики (работала в комиссии по правам человека и национальным вопросам). В 1993 году работала вице-президентом банка «Балтия». Председатель правления Фонда здоровья сердца детей и подростков.
В последние годы руководит общественной организацией «4 мая», от имени которой выдвинула инициативу назвать Памятник освободителям Риги «местом памяти оккупации».

## Награды
- Командор ордена Трёх звёзд (18 февраля 2000 года)[4]
- Офицер ордена Витаутаса Великого (14 февраля 2022 года, Литва)[5]
- Орден Креста земли Марии V класса (23 февраля 2021 года, Эстония)[6]